# Баранов, Алексей Алексеевич
Алексей Алексеевич Баранов (1904, дер. Зимёнки, Костромская губерния, Российская империя — 1970) — советский партийный и государственный деятель, председатель Ставропольского крайисполкома (1944—1952) и Ульяновского облисполкома (1952—1953).

## Биография
Член ВКП(б)  с 1926 г.
С 1925 г. — слушатель рабочего факультета при Иваново-Вознесенском политехническом институте, с 1928 г. учился в МГУ, затем — в аспирантуре Института советского строительства при ВЦИК, где позже был начальником отдела.
Работал руководителем национального отдела сельского хозяйства в Орджоникидзе (ныне Владикавказ), в 1941—1944 гг. — первый заместитель председателя, а в 1944—1952 гг. — председатель исполнительного комитета Ставропольского краевого Совета.
В 1952 г. — инструктор отдела партийных, профсоюзных и комсомольских органов ЦК ВКП(б).
В 1952—1953 гг. — председатель исполнительного комитета Исполнительного комитета Ульяновского областного Совета, в 1953 г. — заместитель управляющего делами Совета Министров РСФСР.

## Награды и звания
- Орден Ленина (7.02.1949)
- Орден Отечественной войны I степени
- Орден «Знак Почёта» (16.03.1940) — «за выдающиеся успехи в сельском хозяйстве и в особенности за перевыполнение плана по урожайности зерновых и технических культур, а также за достижение высоких показателей по животноводству»